# Obersulm
Obersulm – miejscowość i gmina w Niemczech, w kraju związkowym Badenia-Wirtembergia, w rejencji Stuttgart, w regionie Heilbronn-Franken, w powiecie Heilbronn, siedziba wspólnoty administracyjnej Obersulm. Leży nad rzeką Sulm, ok. 15 km na wschód od Heilbronn, przy drodze krajowej B39

## Galeria

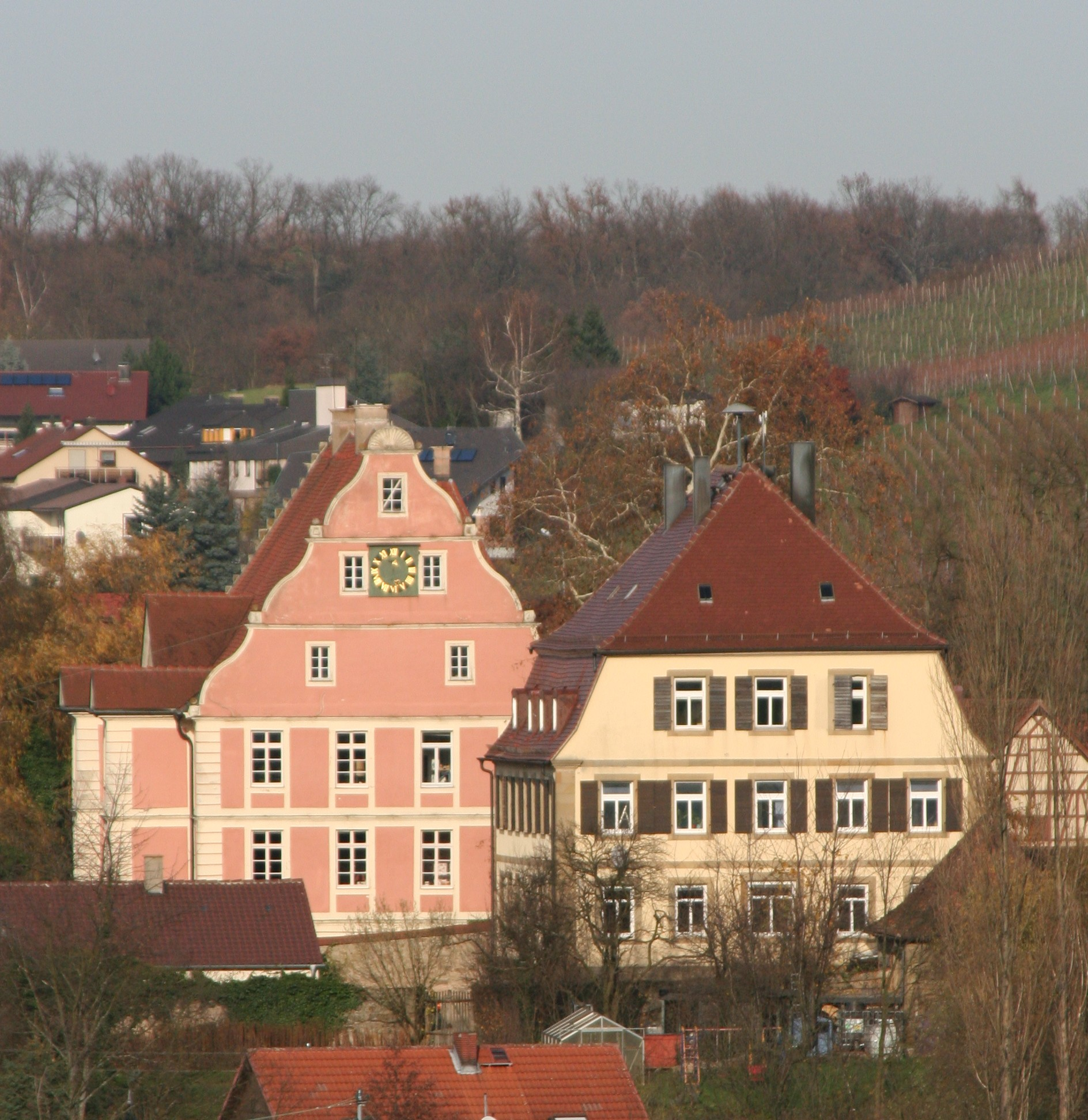
Zamek w dzielnicy Eschenau
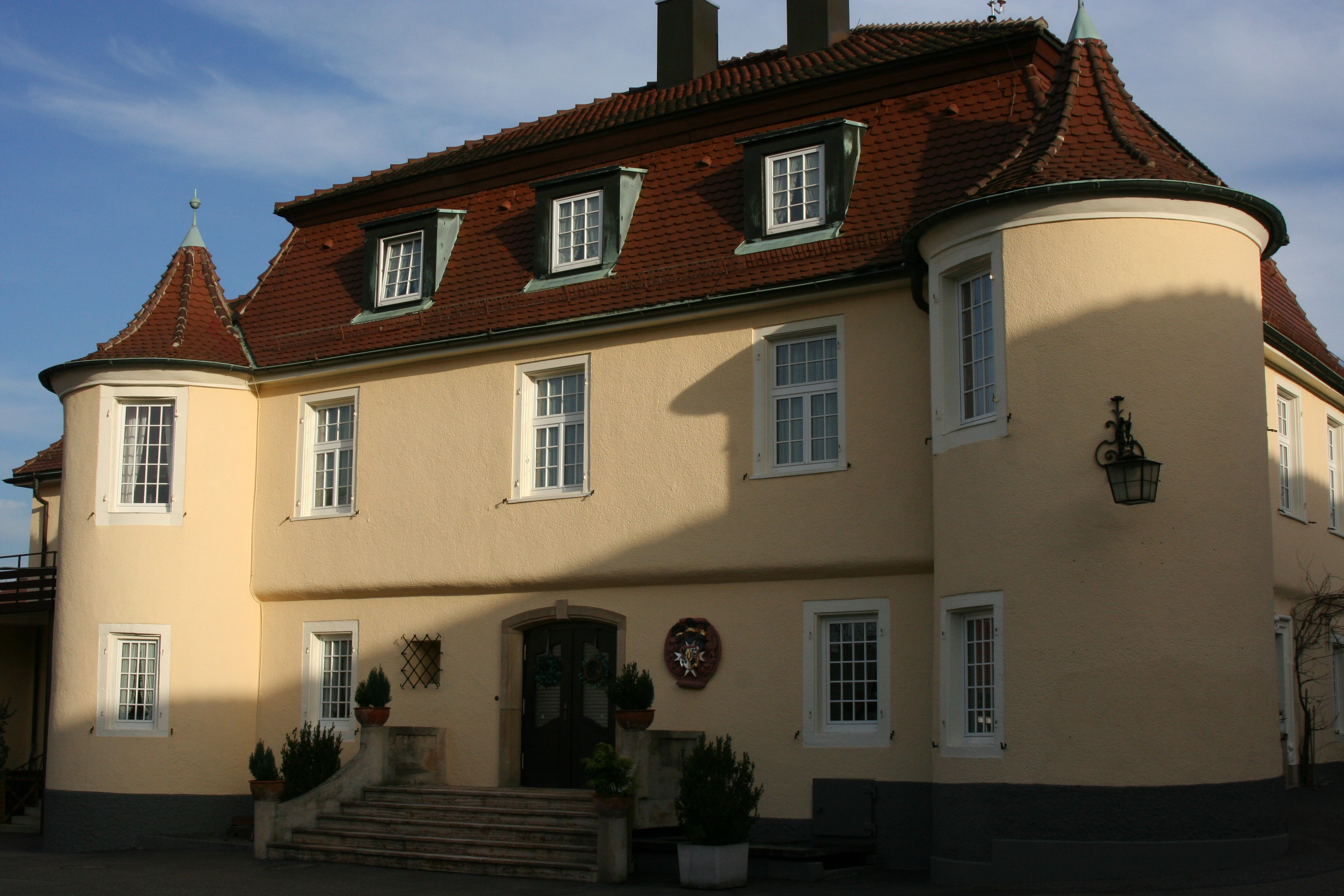
Zamek w dzielnicy Affaltrach
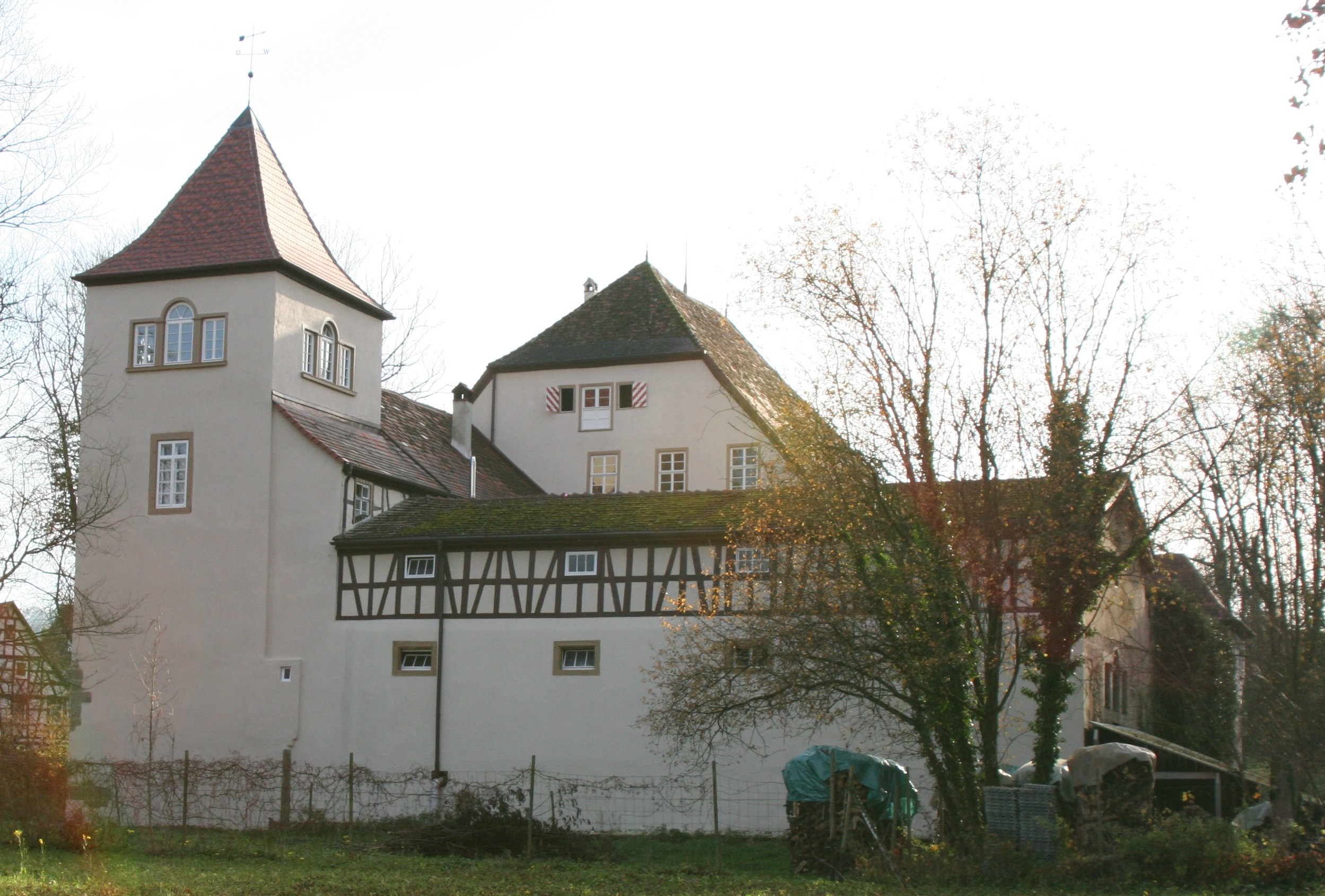
Zamek w dzielnicy Weiler